# Гра за листуванням
Гра за листуванням — це гра коли ходи передаються партнерами за допомогою засобів поштового зв'язку.
Різновид заочних шахів. Після широкого розповсюдження інтернету майже не використовується.

## Історія
Передбачається, що перші відомості про шахову гру за листуванням  містяться в одній з книг англійського орієнталіста Томаса Гайда. Приблизно в 1650 р. він писав: «Мені повідомили, що венеційські і слов'янські купці, хоч і живуть у різних країнах, мали звичай грати в шахи за листування. Кожен хід пропонувався листом, і було дуже дорого обом граючим закінчити цю партію».
У старовинних італійських книгах збереглися згадки про гру венеційців -, яка велася на відстані, з жителями сусідніх міст із Далмацією.
У ті часи поштове обслуговування було настільки повільно, що терміни гри, затягувалися до нескінченності. Батьки помирали, заповідаючи своїм синам продовжити гру і намагатися виграти, а в разі поразки — сплатити програш (нерідко це були, значні суми).
Пошта того часу не могла доставляти кореспонденцію з такою швидкістю, як зараз,— у поштових каретах везли її гінці з міста до міста, з країни до країни. Але вже й тоді шахові ходи в конверті, долаючи відстані, почали свою подорож по землі.
У 1710 р. пруський король Фрідріх II грав у шахи за листування з Вольтером. «Великий Фрідріх не терпів взагалі ніяких ігор, а особливо азартних і заборонив їх у Пруссії; але у шахи е тільки дозволяв грати, но навіть сам любив їх і вів з Вольтером гру через листи»,— писав А. Петров у книзі «Шахова гра, наведена в систематичний порядок» (1824 р.)
На початку XIX століття починають проводитись матчеві зустрічі з листування між клубами. Перша партія в такому заочному поєдинку, запис якої зберігся, була зіграна між шахістами Гааги та Бреди у 1804 році.
У матчі між індійськими містами Мадрасом і Хайдарабадом (1828—1829) ходи доставлялися слонами. А в матчі між Парижем і Лондоном використовувалася голубина пошта.
Під час заочної зустрічі міст Единбурга і Лондона, яка відбулася в 1824—1828 р.р. три партії починалися ходами
1. е2 — е4  е7 — е5 2.Kg1 — f3  Kb8 — c6 3.d2 — d4 — цей дебют почав називатися шотландська партія. В цій грі шотландські шахісти перемогли 3 : 2 
Шахова гра  на відстані тобто шляхом листування або передачі по телефону, поширилася лише в другій половині минулого століття.
Збільшення швидкості обміну листами, винахід телеграфу, телефону, а потім і радіо поступово створили можливість розігрувати індивідуальні та колективні шахові партії між людьми на дедалі більшій відстані.
Вже в 30-ті  роки минулого століття турніри з листування вели один з одним шахові клуби Берліна і Магдебурга.
У 1834 р. розпочався матч між шаховими клубами Лондона і Парижа. Обидві партії виграли французькі шахісти. В одній з них парижани у відповідь на 1. е2-е4 послали свій хід у конверті 1. … е7-е6. З того часу такий початок партії, що іменувався раніше нормальним дебютом, став називатися французький захист.
Особливо популярною гра за листуванням у 70 –і роки XIX століття була у Англії. Історія заочних шахів наводить матч між Віденським і Лондонським шаховими клубами, який виграли англійці (1872—1873). Команду Відня очолював видатний майстер І. Коліш, за команду Лондона грав майбутній чемпіон світу з шахів В. Стейніц.
Англійський  початок — Р 30/b
Лондон — Відень
1872—1873 гг.
1. с4 е5 2. КсЗ Сb4 3. Kd5 Се7 4. d4 ed 5. Cf4 с6 6. К: е7 К: е7 7. Ф: d4 0—0 8. е4 d5 9. 0—0- 0 Се6 10. Kf3 Kd7 11. Kg5 h6 12. ed  Cf5 13. Ке4 cd 14. КсЗ Кb6! 15. Се5 Кc6 16. Фf4 К: е5 17. Ф: е5  Фg5 18. f4  Фgб 19. с5 Кв7  20. Фd4  Тfd8 21. К: d5 Крf8 22. КеЗ Kpg8  23. Сс4 Тас8 24. Тhе1 Се4 25. b4 b6 26. Фd6  bc  27. Фе7 сb 28. Т: d7 Те8 29. Фd6  Ф: d6 30. Т: d6 С: g2 31. Тd4 Сd5 32. Т: d5 Т: с4 33. К: с4 Т: e1 34. Крb2 Те4 35. Тd8  Крh7 36. КрbЗ Т: f4 37. Та8  g5 38. Т: а7 h5 39. Кр: d4 g4 40. а4 Тf2 41. а5 h4 42. Тd7 Т: h2 43. Т: f7 Крg6 44. a6 Те2 45. а7 Те8 46. Тb7 Та8 47. Кb6 hЗ 48. К: а8 h2 49. Тb6. Чорні   здалися.
В минулому столітті два американських шахіста розіграли між собою партію, що тривала шістнадцять років! Вони почали обмінюватися листами в 1859 році і закінчили гру в кінці 1875 року.
На початку ХХ ст. шахи за листуванням розглядалися., як побічний варіант шахів.
Шахісти, що заочно грають один з одним, охоплюють весь світ, і об'єднані Міжнародною федерацією.
Грі  за листуванням  було присвячені не одне видання (широко відомі журнали: постійний додаток «Ферншах»  до «Каганснойсте Шахнахріхтен» у двадцяті роки, а також виданий  багатьма мовами в Югославії «Мейл Чесс» — орган Міжнародної федерації заочних шахів).
Один з найбільш шахових пропагандистів шахів за листуванням був німецький шаховий діяч і чудовий гравець д-р Едуард Дікхофф, який помер у 1949 році. На його честь був організований гігантський, заочний турнір, що тривав два роки (1954—1956 роки), який охопив 1860 гравців із 33 країн! За цей час було розіграно 8856 партій.

### ШахістиУкраїни за листуванням
Олександр Бангієв (Севастополь), Б. Петров (Одеса), В. Юдін, (Севастополь), П. Войтик (Ворошиловградська обл.), Ігор Фойгель (Київ).
Юрій Сахаров, В. Братцев, В. Єршов, Г. Дьомін, Л. Рубінчик, Віктор Гуревич, Ю. Смолянський, Л. Чепурний, Марк Усачій, Олександр Волчок, Олександр Вайсман.

### Шахісти м. Харкова
Шахісти Харкова грали за листуванням у 1878 і 1881 роках із закордонними шаховими гуртками міста Петербурга і Москви, а також міста Безансона (Франція)
1882—1885 р. перший турнір за листуванням 12-ти шахістів Російської імперії. Перемогу здобув харківський гравець Михайло О.Шабельський (1848—1909).
В другому турнірі за листуванням  перше місце здобув М.Чигорин, який зіграв у нічию з М.Шабельським і виграв  усі партії.
Друге-третє місця поділили А.Базаров (Ялта) і Доррер (Харків).
1886 р. розпочався тематичний турнір за листуванням. Найкращого успіху в ньому добився харків'янин Б. А. Янкович.
В усіх цих турнірах постійно грав і здобував високі місця харківський першокатегорник А. Л. Ромашкович (1866—1942), який у 4-му турнірі (1895—1896) вийшов переможцем.

## Koмaнднa oлiмпiaдa ICCF
| #  | Poкiв     | Зoлoтo                             | Cpiблo              | Бpoнзa                 | Україна    |
| -- | --------- | ---------------------------------- | ------------------- | ---------------------- | ---------- |
| 1  | 1949-1952 | Угорщина 25                        | Чехословаччина 20   | Швеція 19,5            |            |
| 2  | 1952-1955 | Чехословаччина 27,5                | Швеція 27,5         | Німеччина 27           |            |
| 3  | 1958-1961 | СРСР 35,5                          | Угорщина 32,5       | Югославія 32           |            |
| 4  | 1962-1964 | СРСР 36                            | НДР 28,5            | Швеція 27,5            |            |
| 5  | 1965-1968 | Чехословаччина 31,5                | СРСР 30             | ФРН 29,5               |            |
| 6  | 1968-1972 | СРСР 38                            | Чехословаччина 28,5 | НДР 25,5               |            |
| 7  | 1972-1976 | СРСР 35,5                          | Болгарія 30         | Велика Британія 29,5   |            |
| 8  | 1977-1982 | СРСР 46,5                          | Угорщина 44         | Велика Британія 41,5   |            |
| 9  | 1982-1987 | Велика Британія 33,5               | ФРН 30              | СРСР 27                |            |
| 10 | 1987-1995 | СРСР 34                            | Англія 33,5         | НДР 33,5               |            |
| 11 | 1992-1999 | Чехословаччина 45,5 Німеччина 45,5 |                     | Канада 40 Шотландія 40 |            |
| 12 | 1998-2004 | Німеччина 47,5                     | Литва 42,5          | Латвія 42,5            | 15°        |
| 13 | 2004-2009 | Німеччина 38                       | Чехія 34,5          | Польща 32              | 12°        |
| 14 | 2002-2006 | Німеччина 45,5                     | Литва 39,5          | США 36                 |            |
| 15 | 2006-2009 | Норвегія 48                        | Німеччина 47        | Нідерланди 46,5        | 27°        |
| 16 | 2010-2016 | Чехія 33,5                         | Німеччина 28,5      | Франція 26,5           | 11° (20,5) |
| 17 | 2009-2012 | Німеччина 44,5                     | Іспанія 43,5        | Італія 39,5            | 6° (38)    |
| 18 | 2012-2016 | Німеччина 41,5                     | Словенія 41         | Іспанія 39             | 18°        |
| 19 | 2016-2021 | Болгарія 27                        | Німеччина 26,5      | Чехія 26,5 Польща 26,5 | 6° (25,5)  |
| 20 | 2016-2019 | Німеччина 39,5                     | Росія 39,5          | Іспанія 39             | 25°        |
| 21 | 2020-2023 | Німеччина 38                       | Люксембург 37       | США 37                 | 5° (36,5)  |

## Зaoчний Чeмпіoнaт Євpoпи
| #  | Рoкiв     | Чeмпoн              |
| -- | --------- | ------------------- |
| 9  | 1971-1976 | Oлeкcaндp Вaйcмaн   |
| 17 | 1977-1983 | Apкaдiй Пoдoльcький |
| 18 | 1978-1982 | Волoдимир Kaлyчинк  |
| 32 | 1985-1993 | Boлoдимиp Уcaчий    |
| 46 | 1992-1997 | Oлeкciй Лeпixoв     |

## Kубoк Дунаю
| # | Poкiв     | 1°                | 2°             | Україна                   |
| - | --------- | ----------------- | -------------- | ------------------------- |
| 1 | 1984-1990 | Україна 45/70     | Німеччина 43,5 |                           |
| 2 | 1990-1996 | Німеччина 57,5/80 | Чехія 50,5     | 33,5 (7°)                 |
| 3 | 2008-2010 | Чехія 42,5/70     | Польща 40,5    | 37,5 (5°)                 |
| 4 | 2012-2014 | Росія-II 63/96    | Росія-I 57,5   | 54,5 (3°)                 |
| 5 | 2016-2018 | Німеччина 37,5/66 | Італія 37,5    | I-34 (5°) / II-27,5 (11°) |
| 6 | 2019-2021 | Україна 38,5/72   | Німеччина-I 38 |                           |

Кубок E. Biльгельма
У 1963—1971 був  зорганізований ІКЧФ на честь видатного діяча заочних шахів Ебергардта Вільгельма (Німеччина; 1915—1960) — міжнародний командний турнір, В ньому взяли участь шахісти 16 європейських країн. Кожна країна могла представити по 6 команд. Склад команди — 12 шахістів. Грали у2 етапи: півфінали 1963—1966  (9 груп по 5 команд у кожній) і фінали 1966—1970. Команди-переможці груп грали в фіналі «А», котрі посіли 2-гі місця — у фіналі «Б».
Підсумки фіналу «А»:
1. Литва 65 очок з 96;2. Москва — 61,5;3. Естонія — 53,5;4. ФРН-52;5. НДР — 47;6. Угорщина-45;7. Росія — 44,8. Латвія — 33,5;
9. Бельгія — 28,5.
Результати команди-переможця: 1. В. Мікенас — 6 очок з 8;  2. І Вістанецькіс — 7,5;  3. Ю. Кример — 5,5;  4. Д. Лапеніс — 7;  5. А. Уогяле — 6,5;  6. Г. Плунге — 4;  7. Г. Лакюнас- 3,5;  8. М. Козлов — 2,5;  9. Ю. Буткус- 4,5  10. Л. Фінкельштейнас, Л. Калвяліс — 6;  11. В. Мільвідас 7;  12.О. Владимиров — 5,5.
Підсумки фіналу «Б»:
1.ЧССР — 61 очко;2. Великобританія — 54;3. ЧССР — 2- 51,5;4. ФРН2- 50;5. ЧССР — 3- 49,5;6. Італія — 49;7. Угорщина — 2- 46;
8. Данія — 42,5;9. Іспанія — 27,5.

## Цитати видатних шахістів по переписці
- …Ніякого спеціального рецепта для заочної гри не маю. Ретельно обмірковую кожен хід і стараюся — не допустити навіть найменшої неточності в листуванні. Дебютними варіантами занадто  не захоплююся.  Дебют підбираю з таким розрахунком, щоб підготувати хороший ґрунт для гри в міттельшпілі. При цьому, зрозуміло, враховую і особистість партнера".[1]  Л. Омельченко

- Треба рішуче заперечити  горе-критикам, які стверджують, що гра за листуванням притулок для тих, хто нічого не добився у грі за дошкою. А. Альохін[1]

- Турніри по листуванню проходять довго. Але це не недостаток, а швидше перевага. Адже можна уважно, не поспішаючи  проаналізувати варіант, оцінити позицію.  В. Загоровський[1]

- Участь у змаганнях по листуванню привчає до самостійної роботи, об'єктивному аналізу, строгого виконання правил. На відміну від очних, турнірів, коли ліміт часу на обдумування різко обмежений, в грі за листуванням він не так відчувається. Є можливість як слід проаналізувати позицію, проникнути в її глибину, постаратися добратися до істини"  Е. Естрін[1]